# Luis Ingolotti
Luis Ignacio Ingolotti (Pilar, 14 gennaio 2000) è un calciatore argentino, portiere del Gimnasia (LP).

## Carriera

### Club
Ingolotti è cresciuto nel settore giovanile di Vélez Sarsfield, Platense ed Aldosivi, dove ha iniziato ad ottenere delle convococazioni in prima squadra nel 2017. Ha fatto il suo esordio assoluto il 14 gennaio 2021 nell'incontro di Copa Diego Armando Maradona pareggiato 4-4 contro il Defensa y Justicia}.
Nel 2024 è stato ceduto a titolo definitivo al Central Córdoba (SdE).

### Nazionale
Nel 2018 ha giocato una partita con la nazionale argentina Under-20.

## Statistiche

### Presenze e reti nei club
Statistiche aggiornate al 3 giugno 2024.
| Stagione        | Squadra               | Campionato      | Campionato | Campionato | Coppe nazionali | Coppe nazionali | Coppe nazionali | Coppe continentali | Coppe continentali | Coppe continentali | Altre coppe | Altre coppe | Altre coppe | Totale | Totale | Totale |
| Stagione        | Squadra               | Comp            | Pres       | Reti       | Comp            | Pres            | Reti            | Comp               | Pres               | Reti               | Comp        | Pres        | Reti        | Pres   | Reti   |        |
| --------------- | --------------------- | --------------- | ---------- | ---------- | --------------- | --------------- | --------------- | ------------------ | ------------------ | ------------------ | ----------- | ----------- | ----------- | ------ | ------ | ------ |
| 2020            | Aldosivi              |                 | -          | -          | CA+CM           | 0+1             | -4              |                    | -                  | -                  |             | -           | -           | 1      | -4     |        |
| 2021            | Aldosivi              | PD              | 0          | 0          | CdL             | 0               | 0               |                    | -                  | -                  |             | -           | -           | 0      | 0      |        |
| 2022            | Aldosivi              | PD              | 1          | -3         | CA+CdL          | 1+0             | -4              |                    | -                  | -                  |             | -           | -           | 2      | -7     |        |
| 2023            | Aldosivi              | PBN             | 16         | -12        | CA              | 0               | 0               |                    | -                  | -                  |             | -           | -           | 8      | 2      |        |
| 2024            | Central Córdoba (SdE) | PD              | 4          | -13        | CA+CdL          | 1+8             | -1,-15          |                    | -                  | -                  |             | -           | -           | 13     | -25    |        |
| Totale carriera | Totale carriera       | Totale carriera | 21         | -28        |                 | 11              | -24             |                    | -                  | -                  |             | -           | -           | 32     | -52    |        |

## Palmarès

### Club

#### Competizioni nazionali
- Copa Argentina: 1

Central Córdoba (SdE): 2024